# Campionati del mondo di ciclismo su pista 2010 - Velocità a squadre maschile
La velocità a squadre maschile è stato uno dei dieci eventi maschili tenutisi ai Campionati del mondo di ciclismo su pista 2010 di Ballerup, in Danimarca. La selezione tedesca, composta da Robert Förstemann, Maximilian Levy e Stefan Nimke, ha vinto la medaglia d'oro battendo nella manche finale la selezione francese.
La competizione ha visto la partecipazione di 16 squadre per un totale di 48 atleti. La fase di qualificazione e la finale si sono disputate entrambe il 24 marzo 2010.

## Record del mondo
| Record del mondo | Record del mondo | Record del mondo | Record del mondo | Record del mondo |
| ---------------- | ---------------- | ---------------- | ---------------- | ---------------- |
| WR               | 42"950           | Gran Bretagna    | Pechino          | 15 agosto 2008   |

## Risultati

### Qualificazioni
| Manche | Paese         | Ciclisti                                                        | Tempo  | Pos. | Note |
| ------ | ------------- | --------------------------------------------------------------- | ------ | ---- | ---- |
| 1      | Spagna        | David Alonso Castillo Itmar Esteban Herraiz Alfredo Moreno Cano | 46"071 | 15   |      |
| 1      | Italia        | Valerio Catellini Francesco Ceci Luca Ceci                      | 46"436 | 16   |      |
| 2      | Rep. Ceca     | Tomáš Bábek Adam Ptacnik Denis Spicka                           | 45"674 | 12   |      |
| 2      | Ucraina       | Danylo Dutkevich Artem Frolov Andrii Vynokurov                  | 45"795 | 14   |      |
| 3      | Grecia        | Vasileios Reppas Christos Volikakis Zafeirios Volikakis         | 45"730 | 13   |      |
| 3      | Giappone      | Kota Asai Yudai Nitta Kazunari Watanabe                         | 45"136 | 10   |      |
| 4      | Cina          | Cheng Changsong Zhang Lei Zhang Miao                            | 44"017 | 4    | Q    |
| 4      | Canada        | Stephane Cossette Travis Smith Joseph Veloce                    | 45"523 | 11   |      |
| 5      | Paesi Bassi   | Teun Mulder Yondi Schmidt Roy van den Berg                      | 44"630 | 8    |      |
| 5      | Polonia       | Maciej Bieecki Kamil Kuczynski Damian Zielinski                 | 44"820 | 9    |      |
| 6      | Russia        | Sergey Borisov Denis Dmitriev Sergey Kucherov                   | 44"498 | 6    |      |
| 6      | Nuova Zelanda | Edward Dawkins Adam Stewart Sam Webster                         | 44"450 | 5    |      |
| 7      | Regno Unito   | Ross Edgar Chris Hoy Jason Kenny                                | 43"802 | 3    | Q    |
| 7      | Australia     | Daniel Ellis Jason Niblett Scott Sunderland                     | 44"578 | 7    |      |
| 8      | Francia       | Grégory Baugé Michaël D'Almeida Kévin Sireau                    | 43"373 | 1    | Q    |
| 8      | Germania      | Robert Förstemann Maximilian Levy Stefan Nimke                  | 43"458 | 2    | Q    |

### Finali
Francia e Germania, le due classificate con il miglior tempo nelle qualificazioni, si affrontano direttamente per la medaglia d'oro; Gran Bretagna e Cina, rispettivamente terza e quarta, per il bronzo.

#### Gara per l'oro
| Posiz | Paese    | Tempo  |
| ----- | -------- | ------ |
| 1     | Germania | 43"433 |
| 2     | Francia  | 43"453 |

#### Gara per il bronzo
| Posiz | Paese       | Tempo  |
| ----- | ----------- | ------ |
| 3     | Regno Unito | 43"590 |
| 4     | Cina        | 44"002 |